# Енгелхолмс ФФ
Енгелхолмс Фотболфьоренинг (на шведски: Ängelholms Fotbollförening) е шведски футболен отбор от едноименния град Енгелхолм. От 2007 г. се състезава се във второто ниво на шведския футбол групата Суперетан.